# Monferrato

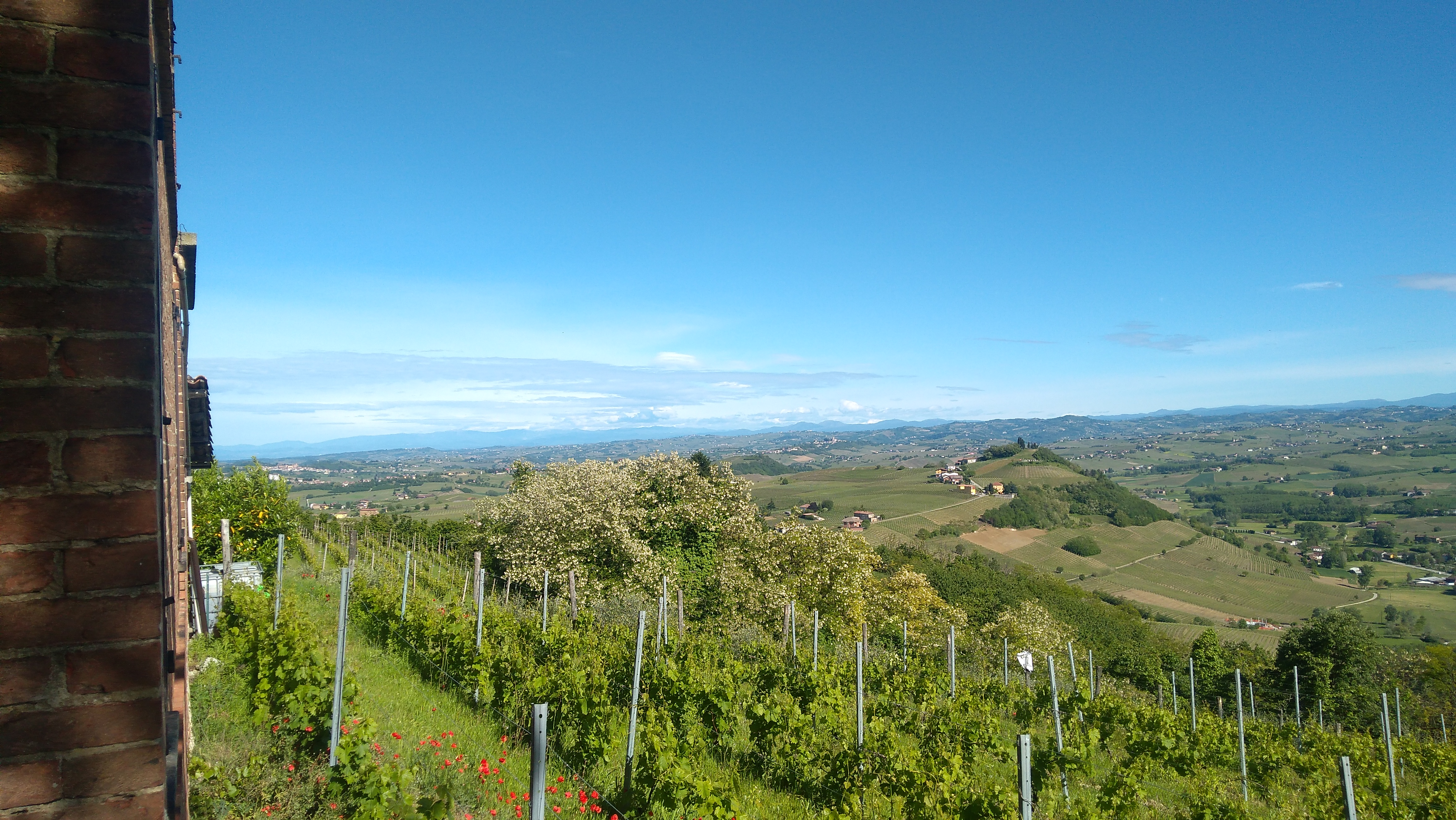
Krajobraz Monferrato

Monferrato (w piemontèis Monfrà; w wielu językach z fr. Montferrat – jest to również druga poprawna polska nazwa zgodna ze standardem KSNG) – region Piemontu w północnych Włoszech. Jest to pagórkowata kraina na południe od Padu ciągnąca się do Apeninu Liguryjskiego. Obejmuje współczesne prowincje Asti i Alessandria. Monferrato jest jednym z ważniejszych obszarów winnych we Włoszech, tu produkuje się m.in. słynne spumante – Asti. W 2014 roku tutejszy krajobraz winnic został wpisany na listę światowego dziedzictwa UNESCO w ramach obiektu pod nazwą Krajobraz winnic Piemontu: Langhe-Roero i Monferrato.
Pochodzi stąd również wielu pisarzy jak Vittorio Alfieri czy Umberto Eco.

## Historia
Początkowo hrabstwo, stało się marchią Świętego Cesarstwa Rzymskiego za panowania Aleramo w 962, wraz z przeniesieniem władzy w północnych Włoszech z Berengara II na Ottona I. W latach 1305–1533 Montferratem rządzili przedstawiciele greckiej dynastii Paleologów. Tytuł i tereny hrabstwa przeszły na nich wskutek małżeństwa Andronika II Paleologa z Jolantą z Montferratu. Pierwszym Paleologiem władającym księstwem był Teodor I z Montferratu. Jego potomkowie w odróżnieniu od głównej gałęzi dynastii władającej Konstantynopolem przeszli na katolicyzm.
Montferrat było w latach 1533–1536 kontrolowane przez Hiszpanię, a następnie przeszło w ręce książąt Mantui (1536–1708). W 1574 r. Montferrat zostało podniesione do rangi księstwa przez Maksymiliana II. W wyniku wojny o sukcesję mantuańską (1628–1631) część księstwa została przejęta przez Księstwo Sabaudii, natomiast reszta terytorium w 1708, gdy Leopold I Habsburg wszedł w posiadanie terytoriów rodziny Gonzaga. Następny dziedzic Gonzagów otrzymał Księstwo Cieszyńskie jako rekompensatę.
Księstwo Montferrat miało 2750 km² powierzchni. Jego stolicą było Casale Monferrato.